# Petermühle (Greding)
Petermühle ist ein Wohnplatz der Stadt Greding im Landkreis Roth (Mittelfranken, Bayern). Sie liegt in der Gemarkung Hausen.

## Lage
Der Kuhbach mündet direkt bei der Petermühle in die Schwarzach. Von Hausen ist der Weiler durch die Bundesautobahn 9 getrennt. Dadurch liegt sie direkt im Lärmbereich der Autobahn.

## Geschichte
Ursprünglich stand hier nur die Petermühle, zuletzt eine Getreidemühle. Vor dem Bau der A 9 1935 wurden zwei Höfe zu Petermühle auf die andere Seite der Schwarzach umgesiedelt. Bis zur Eingemeindung am 1. Januar 1972 gehörte Petermühle zur Gemeinde Hausen.
Von Juni 1977 bis August 1982 wurde das Wasserwerk der Jura-Schwarzach-Thalachgruppe gebaut. 1993 wurden in Hausen Straßennamen eingeführt. Dabei wurde den Häusern im ehemaligen Petermühle der Straßenname Schwarzachgrund zugeteilt.
Kirchlich gehört Petermühle zur Filiale Hausen der Pfarrei Greding im Dekanat Roth-Schwabach. 